# Niagara (thị trấn), Wisconsin
Niagara là một thị trấn thuộc quận Marinette, tiểu bang Wisconsin, Hoa Kỳ. Năm 2010, dân số của thị trấn này là 844 người.